# حسین آیت احمد
حسین آیت احمد (عربی: حسين آيت أحمد)؛ (زاده ۲۶ اوت ۱۹۲۶ – درگذشته ۲۳ دسامبر ۲۰۱۵) یک سیاستمدار الجزایری و یکی از رهبران انقلاب الجزایر در جبهه آزادیبخش ملی بود که بعد از استقلال جبهه نیروهای سوسیالیست را تأسیس کرد.

## زندگی و تحصیلات
حسین آیت احمد از یک خانواده مذهبی و جد او شیخ محند الحسین وابسته به طریقه «الرحمانیه» بود. او در حالی که ۴ سال بیشتر نداشت برای حفظ قرآن به مکتب می‌رفت و در سن ۶ سالگی وارد مدرسه فرانسوی شد ولی همچنان حفظ قرآن را ادامه می‌داد. او تحصیلاتش را بعد از فرار از الجزایر در سال ۱۹۶۶ ادامه داد و از دانشگاه لوزان فرانسه مدرک حقوق گرفت و در سال ۱۹۷۵ در دانشگاه نانسی فرانسه تز خودش را در زمینه حقوق بشر نوشت.

## فعالیت‌های سیاسی
حسین آیت در حالی که دانش آموز دوره دبیرستان بود، فعالیت سیاسی‌اش را با پیوستن به حزب مردم الجزایر شروع کرد و بدنبال کشتارهای ۸ می ۱۹۴۵ مدافع اقدام مسلحانه به عنوان تنها راه کسب استقلال بود، او سپس عضو کمیته مرکزی جنبش حمایت از آزادی‌های دمکراتیک شد و در کنفرانس مخفی حزب مردم الجزایر که در سال ۱۹۴۷ تشکیل شد خواستار ایجاد تشکیلاتی خاص جهت تربیت کادرهای نظامی برای مبارزه مسلحانه بود. او در مارس ۱۹۴۹ با احمد بن بلا بر عملیات بدون خونریزی پست «وهران» که منجر به مصادره پول کلانی گردید نظارت داشت. حسین در سال ۱۹۵۱ به عنوان نماینده هیئت جنبش در مصر انتخاب و به آن کشور رفت. او در سال‌های بعد برای تشکیل کمیته‌های کمک به موضوع استقلال الجزایر به پاکستان، هند و اندونزی سفر کرد.

## فعالیت در دوران انقلاب
حسین آیت احمد در سال ۱۹۵۵ در کنفرانس باندونگ شرکت کرد و سپس برای دفاع از انقلاب الجزایر در مقابل هیئت سازمان ملل به نیویورک رفت و در سال بعد دفتر جبهه آزادیبخش ملی الجزایر را در نیویورک تأسیس نمود. حسین در ۲۲ اکتبر سال ۱۹۵۶ به همراه احمد بن بلا، محمد خیضر، محمد بوضیاف و مصطفی الاشرف در حالی که با هواپیما عازم رابط پایتخت تونس بودند توسط استعمار فرانسه ربوده شدند. او علی‌رغم این که در زندان بود به عنوان وزیر در دولت موقت جمهوری الجزایر انتخاب شد و سرانجام بعد از آتش‌بس در سال ۱۹۶۲ به همراه یارانش از زندان آزاد گردید.

### نقش ویژه در انقلاب
حسین آیت از چهره‌های برجسته جبهه آزادیبخش ملی الجزایر و یکی از ۹ نفری بود که باعث اوج‌گیری انقلاب در الجزایر شدند. او مسئول تبلیغات در دفتر جبهه آزادیبخش ملی بود.

## بعد از استقلال
بعد از رسیدن الجزایر به استقلال در ۵ ژوئیه ۱۹۶۲، انتخابات مجلس برای تدوین قانون اساسی در ماه سپتامبر همان سال برگزار شد و حسین آیت به عضویت این مجلس انتخاب گردید؛ ولی بدنبال اختلافاتی که با شیوه حکومت احمد بن بلا پیدا کرد استعفا داده و در سپتامبر ۱۹۶۳ جبهه نیروهای سوسیالیست را تأسیس و با اعلام جنگ مسلحانه به زندگی مخفی روی آورد تا این که در سال ۱۹۶۴ بازداشت و حکم اعدام برای او صادر شد ولی بعداً حکم او به زندان تقلیل پیدا کرد. حسین آیت پس از فرار از زندان در اول ماه مه ۱۹۶۶ از الجزایر خارج و به تبعید اختیاری در سوئیس رفت و سرانجام پس از گشایش سیاسی که بدنبال حوادث اکتبر سال ۱۹۸۸ به وجود آمد به الجزایر بازگشت.

## درگذشت
حسین آیت احمد روز چهارشنبه ۲۳ دسامبر ۲۰۱۵ در سن ۸۹ سالگی در بیمارستان لوزان فرانسه وفات یافت. پیکر او به الجزایر منتقل و در مراسم استقبال رسمی از پیکر او رئیس پارلمان به عنوان نماینده رئیس‌جمهور، نخست‌وزیر و کلیه اعضای دولت حضور داشتند. در تشییع جنازه او هزاران نفر شرکت داشتند. جنازه وی بر اساس وصیت خودش در روستای زادگاهش در کنار مادرش بخاک سپرده شد.

## نگارخانه

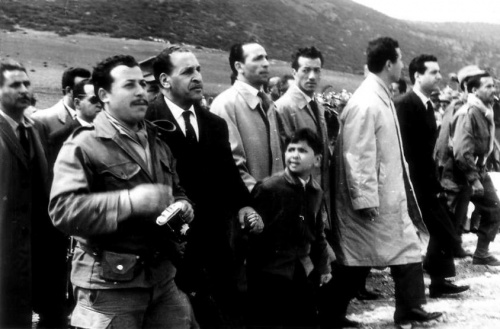